# Lutz Windhöfel
Lutz Windhöfel (* 12. Februar 1954 in Wuppertal) ist ein deutscher Kunst- und Architekturhistoriker.
Windhöfel studierte Kunstgeschichte und politische Geschichte in Basel und Heidelberg, wo er sich auch mit einem Thema zu Paul Westheim promovierte. Er arbeitet als Autor und Journalist für Einzelpublikationen, Jahrbücher und die Presse und lebt in Basel.

## Publikationen (Auswahl)
- Architekturführer Basel: neue Bauten in der trinationalen Stadt seit 1980. Birkhäuser, Basel 2014, ISBN 978-3-03821-393-2.
- Chinetik. Reinhardt, Basel 2009, ISBN 978-3-7245-1602-6.
- Drei Länder, eine Stadt: neueste Bauten im grenzübergreifenden Stadtraum Basel 1992–1997. Birkhäuser, Basel 1997, ISBN 978-3-7643-5657-6.
- Augusto Giacometti: Leben und Werk. Verl. Bündner Monatsblatt, Chur 1991, ISBN 978-3-905241-22-8.
- Paul Westheim und Das Kunstblatt: Eine Zeitschrift und ihr Herausgeber in der Weimarer Republik. Dissertationen zur Kunstgeschichte, 35. Böhlau Verlag, Köln 1995, ISBN 978-3-412-04095-6.